# Городское поселение Мишеронский
Городско́е поселе́ние Мишеро́нский — упразднённое муниципальное образование (городское поселение) в Шатурском муниципальном районе Московской области. Было образовано в 2005 году. Включало 8 населённых пунктов, крупнейший из которых — посёлок городского типа Мишеронский.

## География
Площадь территории — 455,62 км².
Городское поселение Мишеронский находится в северо-восточной части Шатурского района.
На территории поселения расположено несколько озёр: Белое, Чёрное, Власовское, Лемёшинское, Кендур, Лихое, Пиявочное и Смердячье.

## История
В ходе муниципальной реформы, проведённой после принятия федерального закона 2003 года «Об общих принципах организации местного самоуправления в Российской Федерации», в Московской области были сформированы городские и сельские поселения.
Городское поселение Мишеронский было образовано согласно закону Московской области от 21 января 2005 г. № 18/2005-ОЗ «О статусе и границах Шатурского муниципального района и вновь образованных в его составе муниципальных образований».
В состав городского поселения вошли посёлок городского типа Мишеронский и ещё 7 сельских населённых пункта Бордуковского сельского округа. Старое деление на сельские округа было отменено позже, в 2006 году.

## Население
| 2006  | 2007  | 2008  | 2009  | 2010  | 2011  |
| ----- | ----- | ----- | ----- | ----- | ----- |
| 6850  | ↘6746 | ↗6786 | ↗6800 | ↗7194 | ↘7162 |
| 2012  | 2013  | 2014  | 2015  | 2016  | 2017  |
| →7162 | ↘7151 | ↗7189 | ↗7211 | ↘7155 | ↘7153 |

## Состав
В состав городского поселения Мишеронский входило 8 населённых пунктов (1 посёлок городского типа, 1 посёлок, 1 село и 5 деревень):
| Вид             | Наименование | Население, чел. (2010) | ОКАТО          | Бывшая административная единица |
| --------------- | ------------ | ---------------------- | -------------- | ------------------------------- |
| посёлок         | Бакшеево     | 2002                   | 46 257 804 009 | Бордуковский сельский округ     |
| деревня         | Бордуки      | 482                    | 46 257 804 001 | Бордуковский сельский округ     |
| село            | Власово      | 492                    | 46 257 804 002 | Бордуковский сельский округ     |
| деревня         | Гармониха    | 118                    | 46 257 804 005 | Бордуковский сельский округ     |
| деревня         | Дмитровка    | 99                     | 46 257 804 003 | Бордуковский сельский округ     |
| деревня         | Лемёшино     | 69                     | 46 257 804 007 | Бордуковский сельский округ     |
| рабочий посёлок | Мишеронский  | 4666                   | 46 257 563     |                                 |
| деревня         | Семёновская  | 75                     | 46 257 804 006 | Бордуковский сельский округ     |